# James Wattana
James Wattana, właśc. Ratchapol Pu-Ob-Orm (ur. 17 stycznia 1970 w Bangkoku) – tajski snookerzysta. Plasuje się na 56. miejscu pod względem zdobytych setek w profesjonalnych turniejach, ma ich łącznie 166.
Jego pseudonim to „The Thai-Poon”. Stanowi on grę słów – całość czyta się jak tajfun, jednak jest zapisany Thai-Poon, a nie Typhoon, dlatego że Thai po angielsku znaczy Tajlandczyk lub tajlandzki.

## Kariera
Pierwszy turniej wygrał w 1986, mając zaledwie 16 lat (Camus Thailand Masters). W 1988 wygrał mistrzostwa świata amatorów, a rok później rozpoczął profesjonalne występy w Main Tourze.
W swojej karierze wygrał trzy turnieje rankingowe: Thailand Open (1994, 1995) i Strachan Open (1992) oraz jeden turniej nierankingowy – World Matchplay (1992). Dotarł także dwukrotnie do półfinału mistrzostw świata (1993, 1997), gdzie przegrywał z Jimmym White'em i Stephenem Hendrym. Najwyższą pozycję w światowym rankingu zajmował w 1995, gdy był trzeci. Trzykrotnie wbił breaka maksymalnego.
Pod koniec XX w. Wattana zaczął mieć problemy ze wzrokiem, co przełożyło się na jego wyniki sportowe. Wskutek słabej dyspozycji zdecydował, że w sezonie 2008/2009 nie wystartuje w Main Tourze. Jednak wygrana w mistrzostwach Azji w 2009 spowodowała, że powrócił on do gry na najwyższym poziomie już w przyszłym sezonie – 2010/2011.
Do końca sezonu 2010/2011 na swoim koncie zapisał 146 breaków stupunktowych.

## Statystyka zwycięstw

### Rankingowe
- Strachan Open: 1992
- Thailand Open: 1994, 1995

### Nierankingowe
- World Matchplay: 1992